# かけはし
かけはし（通信放送技術衛星、COMETS、Communications and Broadcasting Engineering Test Satellite ） は宇宙開発事業団（NASDA、現JAXA）と通信総合研究所（CRL、現NICT）が共同開発した人工衛星。

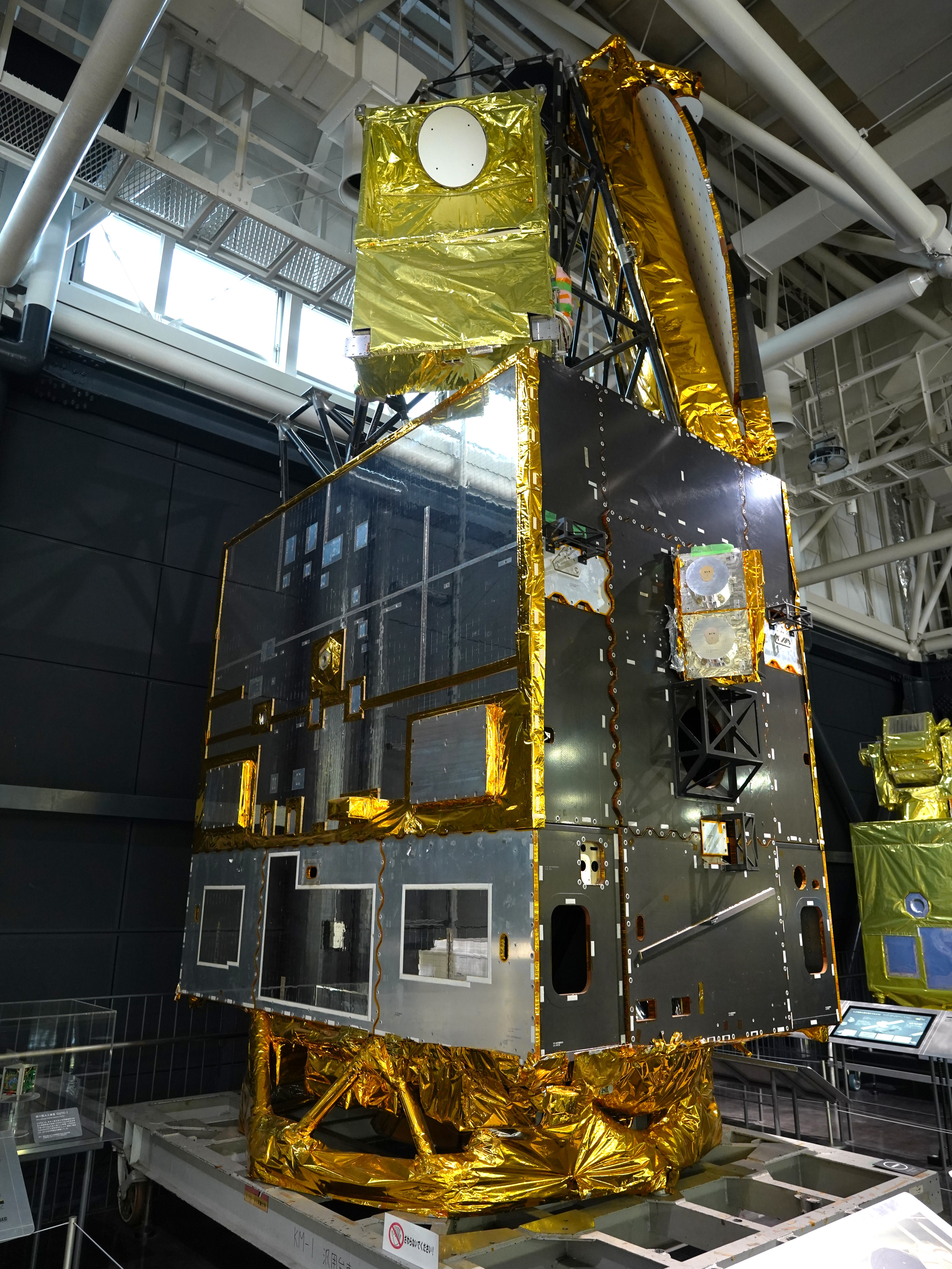

高度移動体衛星通信技術、高度衛星放送技術、衛星間通信技術等を研究目的として通信放送技術衛星である。1998年（平成10年）2月にH-IIロケット 5号機で打ち上げられたが、ロケット2段目の燃焼が予定より短く、静止化は断念され2日9周回の準回帰楕円軌道での運用となった。1999年（平成11年）8月に運用終了した。製造は日本電気。

## 成立経緯
通信総合研究所（CRL）は1987年（昭和62年）から次世代の衛星放送技術および移動体衛星通信技術の開発を目的として、放送および通信の複合型技術衛星（BCTS）計画に着手しており、搭載中継機開発のために地上試験モデルを開発していた。その後、1989年（平成元年）にBCTS計画はNASDAが推進していた実験用データ中継・追跡衛星（EDRTS）計画に統合するという方針が宇宙開発委員会によって決定された。また、1980年代初頭より日本電信電話公社がNASDAなどと共同でさくら3号a（CS-3a）およびさくら3号b（CS-3b）の後継機としてより高機能な実験用静止通信衛星4号（CS-4）を計画していたが、1989年（平成元年）5月にアメリカがスーパー301条の適用対象に政府関連の実用衛星を含めるよう主張したことに伴い大きな問題となった。翌1990年（平成2年）の日米衛星調達合意によって、CS-4計画の民間衛星通信分野は商用衛星のN-STARとして独立させて国際競争入札による調達を行うこととなり、CS-4計画の技術開発分野は同6月にEDRTS計画と統合され、新たに通信放送技術衛星（COMETS）計画として再始動した。

## 目的
以下の項目の実験、実証を目的として開発された。
1. 高度移動体衛星通信技術
2. 衛星間通信技術
3. 高度衛星放送技術
4. 多周波数帯インテグレーション技術
5. 大型静止衛星の高性能化技術の開発

## 衛星
通信総合研究所（CRL）と共同開発され、21GHz帯高度衛星放送システム受信部 および Ka/ミリ波帯高度移動体衛星通信システム中継器はCRLによって開発された。その他のミッション機器や衛星バスはNASDAによる開発であり、衛星バスにはきく6号（ETS-VI）で開発された2t級静止衛星バスを高性能化したものを使用している。宇宙実験・観測フリーフライヤ（SFU）の成果を利用した2翼式フレキシブル太陽電池パドルや、日本初の統合推進系、世界初のKa（21GHz）帯 200W級 進行波管電力増幅器（TWTA）およびミリ波（44GHz）帯 20W級 TWTAが特徴である。

## 運用史

### 打ち上げ
1998年（平成10年）2月21日16時55分にH-IIロケット5号機によって種子島宇宙センターから発射方位角92.5度で打ち上げられた。打ち上げ後23分30秒の第二段 LE-5A 第2回燃焼開始までは正常に行われたが同24分17秒に燃焼が停止、衛星の分離は予定どおり行われたものの予定より大幅に低い遠地点高度1,900kmの軌道となった。

### 軌道変更
初期軌道においては遠地点高度が低いために周期が短く、通信実験の大部分が実験困難であること、また、近地点高度が低いために衛星寿命が短くなってしまうことから、より多くの通信実験を行うため、アポジエンジン噴射による合計7回（50分間）の軌道変更が行われた。1回目の噴射で近地点高度を上昇させ、以後6回の噴射で遠地点高度を順次上昇させた。展開したフレキシブル太陽電池パドルのブームが塑性変形するのを防止するために、噴射前後にはパドルの収納・展開が行われている。最終的には1998年6月10日に準回帰軌道の実験運用軌道に投入された。

### 運用
初期軌道で衛星の状態が正常であると確かめられた後、前述の軌道変更が行われた。軌道変更終了前の6月8日には実験用アンテナの展開が行われている。6月11日から7月22日まで初期機能確認試験が行われ、ミッション機器中継器で発生したフォトカプラの異常の他は全機能が正常であることが確認された。その間に凖回帰軌道用に搭載プログラムが書き換えられ、7月23日から定常段階運用に入った。1999年（平成11年）1月31日に定常段階運用が終了するまでミッション機器の機能確認および26項目の通信実験が順次行われた。同8月6日、全ての運用を終了している。

## 成果
かけはしは静止軌道への投入に失敗したことによって、本来のミッションのすべてを実施することはできなかったが、開発成果は後の衛星に活かされている。準回帰軌道を利用した通信・放送実験は準天頂衛星システム構想の成立に多大な影響を与え、衛星間通信技術はこだま（DRTS）に、移動体衛星通信技術はきく8号（ETS-VIII）に、マルチビームアンテナによる衛星通信技術はきずな（WINDS）に、それぞれ受け継がれた。

## 通信放送技術衛星2号（COMETS-2）
郵政省は1992年度（平成4年度）から更に次の世代の研究開発衛星として通信放送技術衛星2号（COMETS-2）の概念設計に着手していた。当時はH-IIロケットにより1999年（平成11年度）の打ち上げを目指していた。

### 諸元
- 通信機器
  - 大型展開アンテナ（直径10m）
  - ミリ波帯衛星間通信用アンテナ（直径3m）
  - 光衛星間通信機器
  - S帯出力400W中継器
  - フィーダリンク用中継器・アンテナ（直径2m）
  - 衛星間通信伝送速度、光：100Mbps、ミリ波帯：300Mbps
- 質量：約2トン
- 電力：約5kW